# Genicanthus watanabei
Genicanthus watanabei là một loài cá biển thuộc chi Genicanthus trong họ Cá bướm gai. Loài này được mô tả lần đầu tiên vào năm 1970.

## Từ nguyên
Từ định danh của loài được đặt theo tên của nhà ngư học Masao Watanabe đến từ Đại học Waseda (Tokyo), người đầu tiên báo cáo loài này dưới danh pháp là Holacanthus caudovittatus vào năm 1949.

## Phạm vi phân bố và môi trường sống
G. watanabei có phạm vi phân bố rộng rãi ở Tây và Trung Thái Bình Dương. Loài này được ghi nhận từ vùng biển phía nam Nhật Bản, bao gồm quần đảo Ryukyu và quần đảo Ogasawara, cũng như ngoài khơi đảo Đài Loan; trải dài đến một số các đảo quốc, quần đảo thuộc châu Đại Dương ở phía nam (đến Nouvelle-Calédonie và các rạn san hô trên biển San Hô) và phía đông (đến Polynésie thuộc Pháp); hiếm khi được quan sát ở khu vực phía bắc Úc và New Guinea.
Loài này sống tập trung gần các rạn san hô và đá ngầm ở mặt trước rạn, thường gặp ở những khu vực có dòng chảy mạnh, độ sâu khoảng từ 12 đến 81 m.

## Mô tả
G. watanabei có chiều dài cơ thể tối đa được biết đến là 15 cm. Chúng là một loài dị hình giới tính. Cá đực và cá cái có màu xanh lam nhạt đến màu lam xám. Cả hai giới đều có dải viền đen rộng trên vây lưng và vây hậu môn. Thùy vây đuôi màu đen ở cá cái và xanh thẫm ở cá đực (thùy đuôi cá đực dài hơn cá cái). Cá đực có các dải sọc ngang màu đen và trắng xen kẽ ở 2/3 phần thân dưới của và vây hậu môn (nhiều cá thể đực có các vệt màu vàng tươi ở sau các sọc này). Cá cái có các vệt đốm đen viền xanh óng ở trên mõm và đỉnh đầu, mắt của nó có một đường sọc đen.
Số gai vây lưng: 15–16; Số tia vây ở vây lưng: 15–16; Số gai vây hậu môn: 3; Số tia vây ở vây hậu môn: 14; Số tia vây ở vây ngực: 16.

## Sinh thái
Thức ăn của G. watanabei là những loài sinh vật phù du. Chúng thường sống thành từng nhóm nhỏ với một con đực thống trị cùng bầy cá cái trong hậu cung của nó, và hợp thành đàn lớn khi cùng kiếm ăn.
G. watanabei được đánh bắt trong ngành buôn bán cá cảnh.

### Trích dẫn
- J. E. Randall (1975). "A revision of the Indo-Pacific angelfish genus Genicanthus, with descriptions of three new species". Bulletin of Marine Science. Quyển 25 số 3. tr. 393–421.